# Fonda, Iowa
Fonda là một thành phố thuộc quận Pocahontas, tiểu bang Iowa, Hoa Kỳ. Năm 2010, dân số của thành phố này là 631 người.

## Dân số
Dân số qua các năm:
- Năm 2000: 648 người.
- Năm 2010: 631 người.